# Gefleckter Lippfisch
Der Gefleckte Lippfisch (Labrus bergylta) ist eine Art der Lippfische, die im Nord- und Ostatlantik und im westlichen Mittelmeer anzutreffen ist.

## Merkmale

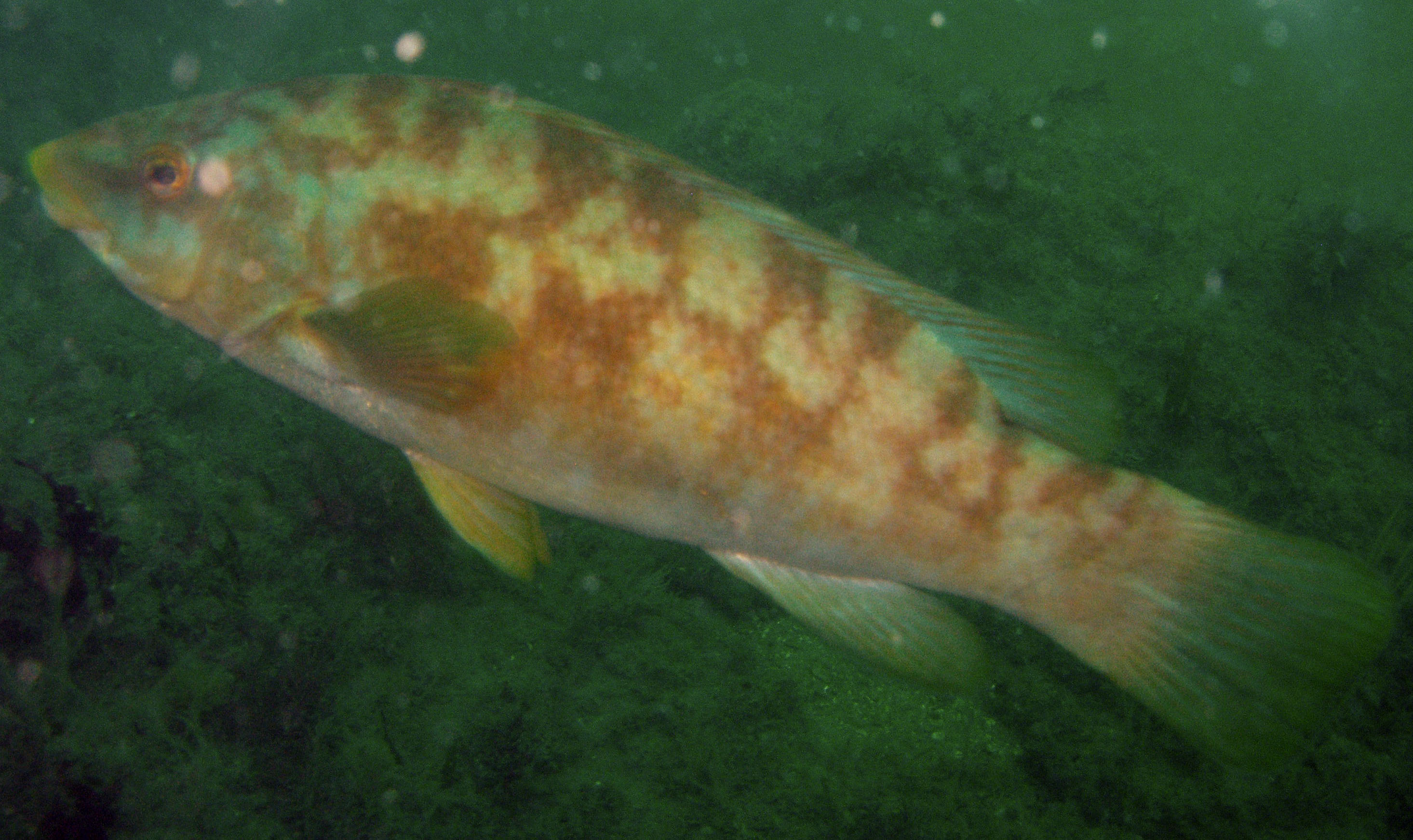
Gefleckter Lippfisch (Labrus bergylta)

Der Gefleckte Lippfisch hat einen seitlich abgeflachten, langgestreckten und hochrückigen Körper und erreicht eine Körperlänge bis maximal 65 Zentimetern. Der spitze Kopf besitzt ein endständiges Maul, das bei älteren Individuen die für die Lippfische typischen wulstigen Lippen ausbildet. Die Färbung ist variabel und hängt vom Gewässer und Alter der Tiere ab. Der Rücken und die Flanken sind braun, rot oder grün gefärbt und besitzen auf den Schuppen und den Flossen helle Flecken sowie mitunter unregelmäßige dunkle Bänder, die sich über die Flanken ziehen. Der Kopf kann dunkle Streifen aufweisen. Jungfische haben in der Regel eine smaragdgrüne Färbung.
Die ungeteilte Rückenflosse besitzt 19 bis 21 harte Flossenstrahlen und danach 10 bis 11 weiche, die Afterflosse 3 harte und 8 bis 10 weiche Flossenstrahlen. Die Bauchflossen sind brustständig, die Brustflossen haben 14 bis 15 Strahlen. Insgesamt liegen 41 bis 47 Schuppen entlang der Seitenlinie.

## Verbreitung
Der Gefleckte Lippfisch ist vom nordöstlichen Atlantik von Norwegen und Schottland bis nach Marokko einschließlich der Kanarischen Inseln sowie dem westlichen Mittelmeer anzutreffen.

## Lebensweise
Gefleckte Lippfische leben im Bereich küstennaher algenbewachsener Felsen oder Seegraswiesen in Tiefen von 2 bis 20 Metern, maximal 50 Meter, wobei sie einzeln oder paarweise auftreten. Die tagaktiven Tiere verstecken sich nachts in Felsspalten und Höhlungen, sie ernähren sich vor allem von Krebstieren und Weichtieren.
Die Fortpflanzungszeit reicht vom April bis zum August. Zu dieser Zeit werden die Männchen revierbildend und bauen Nester aus pflanzlichem Material in flachen Mulden am Meeresboden. Die Weibchen legen die gelben, 1,1 Millimeter großen, Eier ab, aus denen die Fischlarven mit einer Länge von 4 Millimetern schlüpfen. Diese leben pelagisch und ziehen später zu den Küsten, wo sie in Gezeitentümpeln leben. Die Geschlechtsreife erreichen die Jungfische nach etwa 2 Jahren, das maximale Lebensalter beträgt etwa 18 Jahre.

## Belege
1. 1 2 3  Gefleckter Lippfisch auf Fishbase.org (englisch)
2. 1 2 3 4  Andreas Vilcinskas: Fische - Mitteleuropäische Süßwasserarten und Meeresfische der Nord- und Ostsee. BLV Verlagsgesellschaft, München 2000; S. 134. ISBN 3-405-15848-6.